# حركة رسالة الحرير

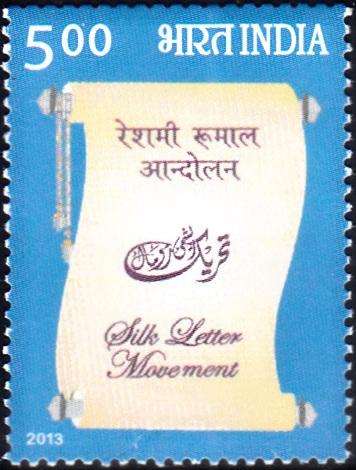
حركة رسالة الحرير، الختم الهندي 2013

حركة رسالة الحرير (تحریک ریشمی رومال) تشير إلى الحركة التي نظمها قادة الديوبندية في الفترة ما بين 1913 و1920، والتي كانت تهدف لتحرير الهند من الاستعمار البريطاني من خلال تشكيل تحالف مع تركيا العثمانية، وألمانيا، وأفغانستان. تم الكشف عن هذه المؤامرة من قبل دائرة المباحث الجنائية في البنجاب مع الحصول على رسائل مرسلة من عبيد الله السندي، أحد قادة الديوبنديين في أفغانستان آنذاك، إلى محمود حسن الديوبندي، وهو زعيم آخر في إيران في ذلك الوقت. لقد كانت الحروف مكتوبة على قماش حريري، ومن هنا جاءت تسميتها.

## الملخص
ذهب محمد ميان منصور أنصاري إلى الحجاز مع محمود حسن في سبتمبر 1915، وعاد إلى الهند في أبريل 1916 بصحبة غالب ناما (رسالة حرير) عرضها لمقاتلي الحرية في الهند ومناطق الحكم الذاتي، ثم انتقل إلى كابل حيث وصل في يونيو 1916.
مع بداية الحرب العالمية الأولى، سافر عبيد الله السندي وومحمود حسن (رئيس دار العلوم ديوبند) إلى كابل في أكتوبر 1915 مع خطط لبدء تمرد إسلامي في الحزام القبلي للهند. لهذا الغرض، كان عبيد الله يقترح أن يغلن أمير أفغانستان حبيب الله خان الحرب على بريطانيا، بينما طلب محمود حسن المساعدة الألمانية والتركية. انتقل حسن إلى الحجاز. في غضون ذلك، استطاع عبيد الله إقامة علاقات صداقة مع الأمير. وعندما تكشفت خطط ما أصبحت يعرف حركة الرسائل الحريرية، تمكن عبيد الله من إقامة علاقات ودية مع الأمير. في كابل، قرر عبيد الله، مع بعض الطلاب الذين سبقوه إلى تركيا للانضمام إلى «جهاد» الخليفة ضد بريطانيا، أن أفضل ما يخدم قضية القومية الإسلامية هو التركيز على حركة الحرية الهندية.
أنتجت اللجنة البرلينية الهندية (التي أصبحت لجنة الاستقلال الهندية بعد عام 1915) أيضًا بعثةً هندية ألمانية تركية على الحدود الهندية الإيرانية، بهدف تشجيع القبائل المحلية على مهاجمة المصالح البريطانية. قابلت هذه المجموعة آل ديوباندي في كابل في ديسمبر 1915. جلبت البعثة أيضًا، بجانب جلبها أعضاء الحركة الهندية مباشرة إلى حدود الهند، رسائل من القيصر الألماني وأنور باشا وعباس حلمي، خديوي مصر المنفي، معربة عن دعمها لبعثة براتاب ودعوة الأمير للتحرك ضد الهند البريطانية.
كان الهدف المباشر للبعثة هو حشد الأمير ضد الهند البريطانية، والحصول على حق المرور الحر من الحكومة الأفغانية. ولكن بعد تسريب الخطة، تم إلقاء القبض على كبار قادة الديوبنديين - تم القبض على محمود حسن في مكة المكرمة ومعه حسين أحمد المدني، ونفيهما إلى مالطا، ثم أطلق سراحهما لاحقًا بسبب مرحلة متقدمة من مرض السل.

## الإرث
في يناير 2013، أصدر رئيس الهند، براناب مخرجي، طابع بريد تذكاري على حركة الرسالة الحريرية، لإحياء ذكرى التضحيات التي قدمتها هذه الجماعات من أجل حركة الاستقلال الهندية.

## أعمال علمية حول حركة الرسائل الحريرية
- Reshmi Rumaal Sharyantra: Ek Muslim Kraantikari Aandoloan : كتاب هندي للدكتور إلا ميشرا.[9]